# Gustaf Wilhelm Müntzing
Gustaf Wilhelm Müntzing, född 19 april 1817 i Attesta by, Gällersta socken, död 19 april 1870 i Frotorp i Viby socken, Närke, var en svensk präst.
Gustaf Wilhelm Müntzing var son till kronofogden och assessorn Johannes Ludvig Müntzing. Efter studier vid trivialskolan i Örebro och Strängnäs gymnasium blev Müntzing student vid Uppsala universitet 1836 och avlade prästexamen i Strängnäs 1841 och prästvigdes samma år. 1841 förordnades han till pastorsadjunkt i Lerbäcks socken och blev skolpräst där 1845. Efter att ha därutöver tjänstgjort som vice pastor i Askersund 1861, tillträdde han 1862 komministerbefattningen i Viby och Tångeråsa, som han sedan innehade fram till sin död. Müntzing var till en början negativ till väckelserörelsen i Närke, men kom sedan under påverkan av Olof Hedengren att ändra uppfattning. Han blev därefter ledare för den folkrörelse han tidigare tagit avstånd ifrån. Inom sin egen församling höll han hårt på kyrkotukten, men när han började utesluta de ovärdiga från nattvarden, ådrog sig missnöje från de kyrkliga myndigheterna. Han övergick då istället till enskilda nattvardsgångar med de troende, vilket blev början till "nattvardssamfundet" i Viby. Müntzing gick så lång att han förklarade att statskyrkan inte kunde vara Kristi församling utan i stället "dotter till den stora skökan". Trots sin separatistiska inställning kvarstod han som präst fram till sin död, och var även verksam som Evangeliska fosterlandsstiftelsens ombud i Närke.